# Нова Воля (Ульяновська область)
Нова Воля (рос. Новая Воля) — селище в Цильнинському районі Ульяновської області Російської Федерації.
Населення становить 128 осіб. Входить до складу муніципального утворення Большенагаткинське сільське поселення.

## Історія
Від 2004 року входить до складу муніципального утворення Большенагаткинське сільське поселення.

## Населення
| 2010 |
| ---- |
| 128  |